# Kvirila
Kvirila (gruzínsky ყვირილა) je řeka v Gruzii (Jižní Osetie, Imeretie). Je to levý přítok Rioni. Je dlouhá 140 km. Povodí má rozlohu 3630 km².

## Průběh toku
Pramení v Račinském hřbetu v Jižní Osetii. Nad soutokem s řekou Dzirula teče v úžlabině a níže v široké dolině.

## Vodní stav
Zdroj vody je převážně dešťový. Průměrný průtok vody u města Zestaponi (42 km od ústí) činí 61 m³/s a v ústí 90 m³/s.

## Využití
Řeka je splavná. Leží na ní města Sačchere, Čiatura, Zestaponi. V povodí se nachází Čiaturské naleziště manganových rud.